# Tejamari
Tejamari is een bestuurslaag in het regentschap Serang van de provincie Banten, Indonesië. Tejamari telt 3390 inwoners (volkstelling 2010).